# Неделя просвещения
«Неде́ля просвеще́ния» — фельетон русского писателя Михаила Булгакова, созданный и опубликованный в апреле 1921 года во Владикавказе. Во второй раз появился в 1974 году в московском журнале «Юность». После этого сатирический рассказ включался в различные сборники, антологии и собрания сочинений писателя. Он считается первым и единственным фельетоном Булгакова, опубликованным на Северном Кавказе после поражения Белого движения в 1920 году. В автобиографическом рассказе «Богема» главный герой говорит о «Неделе просвещения» как о своём первом фельетоне и одном из нескольких «преступлений», допущенных им в жизни.
Булгаков находился на Кавказе с женой Татьяной Лаппой с 1919 года, где служил в Добровольческой армии военным врачом. После поражения белых он из-за болезни не смог эмигрировать и остался в стране. После этого он решил отказаться от медицины и заняться литературой, при этом ему пришлось скрывать своё белогвардейское прошлое. В начале апреля 1920 года Булгаков устроился заведующим литературным отделом подотдела искусств Владикавказского отдела народного образования. В конце мая 1920 года он был назначен заведующим театральным отделом подотдела искусств. Его деятельность подвергалась критике со стороны левых активистов, и из литературного отдела он был уволен. Во Владикавказе Булгаковым были созданы и поставлены на сцене его первые драматургические опыты, о которых позже он отзывался с пренебрежением. Также он выступал с лекциями, докладами, принимал участие в официальных мероприятиях, в частности, 14—20 марта 1921 года был привлечён к «Неделе просвещения», направленной на повышение образовательного уровня населения. В эти дни он прочитал лекцию перед военнослужащими, после чего два вечера подряд шла премьера его пьесы «Парижские коммунары». По мотивам «принудительного» просвещения им был создан сатирический фельетон, критикующий бескультурье населения и методы по его преодолению. Сам автор отзывался о нём отрицательно, как и о произведениях 1920—1921 годов. По ряду причин весной 1921 года он покинул Владикавказ и после того, как не смог найти достойной работы в нескольких южных городах страны, в сентябре того же года переселился в Москву, с которой связана его последующая жизнь.
Предполагается, что в основу сюжета фельетона положен монолог «Травиата. Рассказ купца» русского дореволюционного прозаика и актёра Ивана Горбунова, мастера устного жанра. В фельетоне проявляется любовь к музыке и театру, ему присущи автобиографические мотивы. Он насыщен конкретными деталями и реальными названиями, что является очень характерным для раннего творчества писателя. Кроме того, в нём прослеживается продуманное использование военной терминологии в описании сюжета.

## Сюжет
Военком приказал красноармейцу Сидорову отправиться на постановку оперы Джузеппе Верди «Травиата», так как тот неграмотный. Однако солдат заявил, что в том, что его при старом режиме не учили, он не виноват; кроме того, театр ему неинтересен, и он хочет пойти в цирк с приятелем Пантелеевым на выступление слонов, рыжих клоунов и борцов. Однако военком настоял на своём и выдал им билеты в «Первый советский театр». Нехотя рядовые согласились, после чего, прихватив с собой три стакана семечек, отправились на спектакль. Их беспрепятственно пропустили, а настоящим любителям оперы на кассе отказали в посещении. В театре для солдат всё было в диковинку: дирижёр, яма с оркестром, сцена. Ещё до начала представления красноармейцы в партере со скуки «сжевали» по стакану семечек. После начала оперы они очень обрадовались, увидев в оркестре тромбониста из их полка — Ломбарда. Сидоров стал его громко приветствовать, но к красноармейцам подошёл милиционер и приказал прекратить кричать. Опера друзьям не понравилась, они путали персонажей с реальными актёрами, трагедию восприняли в комическом плане и решили на следующий день пойти в цирк. Однако военком ответил, что завтра они опять будут просвещаться — слушать в Совете профсоюзов вторую рапсодию, а послезавтра опять отправятся в оперу. И так будет продолжаться и дальше, так как идёт неделя просвещения, и все неграмотные будут приобщаться к искусству. Однако Сидоров придумал, как избавиться от этой обузы и «страданий», заявив военкому, что тоже хочет ходить в школу грамоты, что тот с одобрением принимает. Фельетон заканчивается радостным заявлением рассказчика о том, что его «выучили-таки!»: «И теперь мне чёрт не брат, потому я грамотный!»

## История создания и публикации

### Предыстория

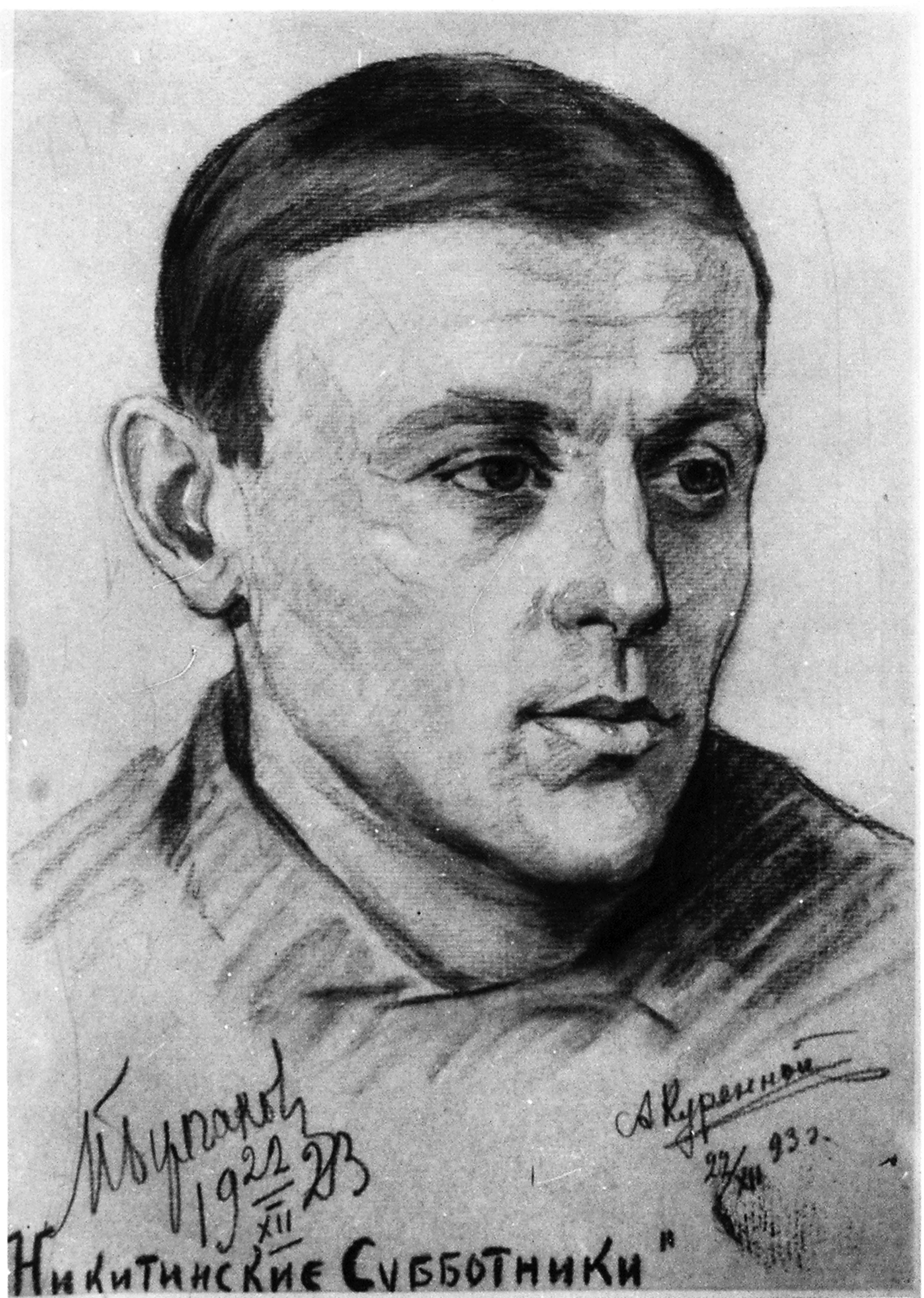
Александр Куренной. Портрет Булгакова, 1923

После взятия Киева Добровольческой армией в августе 1919 года Михаил Булгаков был зачислен в Вооружённые силы Юга России и назначен военным врачом. Принимал участие в боевых действиях на Северном Кавказе, жил во Владикавказе, Грозном, Беслане. В этот период начал печататься в газетах (фельетоны «Грядущие перспективы», 26 ноября 1919 года; «В кафе», 18 января 1920 года; «Дань восхищения», 18 февраля 1920 года). 1 февраля 1921 года он писал своему двоюродному брату Константину, что его фельетоны печатались во многих кавказских газетах. Мариэтта Чудакова, автор первой научной биографии писателя, комментируя эти строки, отмечала, что это не «фельетоны» в современном понимании, а статьи, так как он работал корреспондентом в местной газете.
Во время отступления Добровольческой армии в конце февраля — начале марта 1920 года Булгаков заболел возвратным тифом и поэтому не эмигрировал на Запад. После выздоровления проживал во Владикавказе, где вынужден был пойти на службу в советские учреждения. Это был очень трудный период в жизни писателя и его первой жены Татьяны Лаппы, на которой он женился в Киеве в 1913 году. Супруги испытали на себе нужду, голод и проблемы с жильём. Во Владикавказе Булгаковым были созданы и поставлены на сцене Первого советского театра его первые драматургические опыты («Самооборона», «Братья Турбины» (Пробил час), «Глиняные женихи» (Вероломный папаша), «Парижские коммунары», «Сыновья муллы»), о которых позже он отзывался крайне отрицательно. Из них полностью сохранилась только последняя пьеса.

### Создание

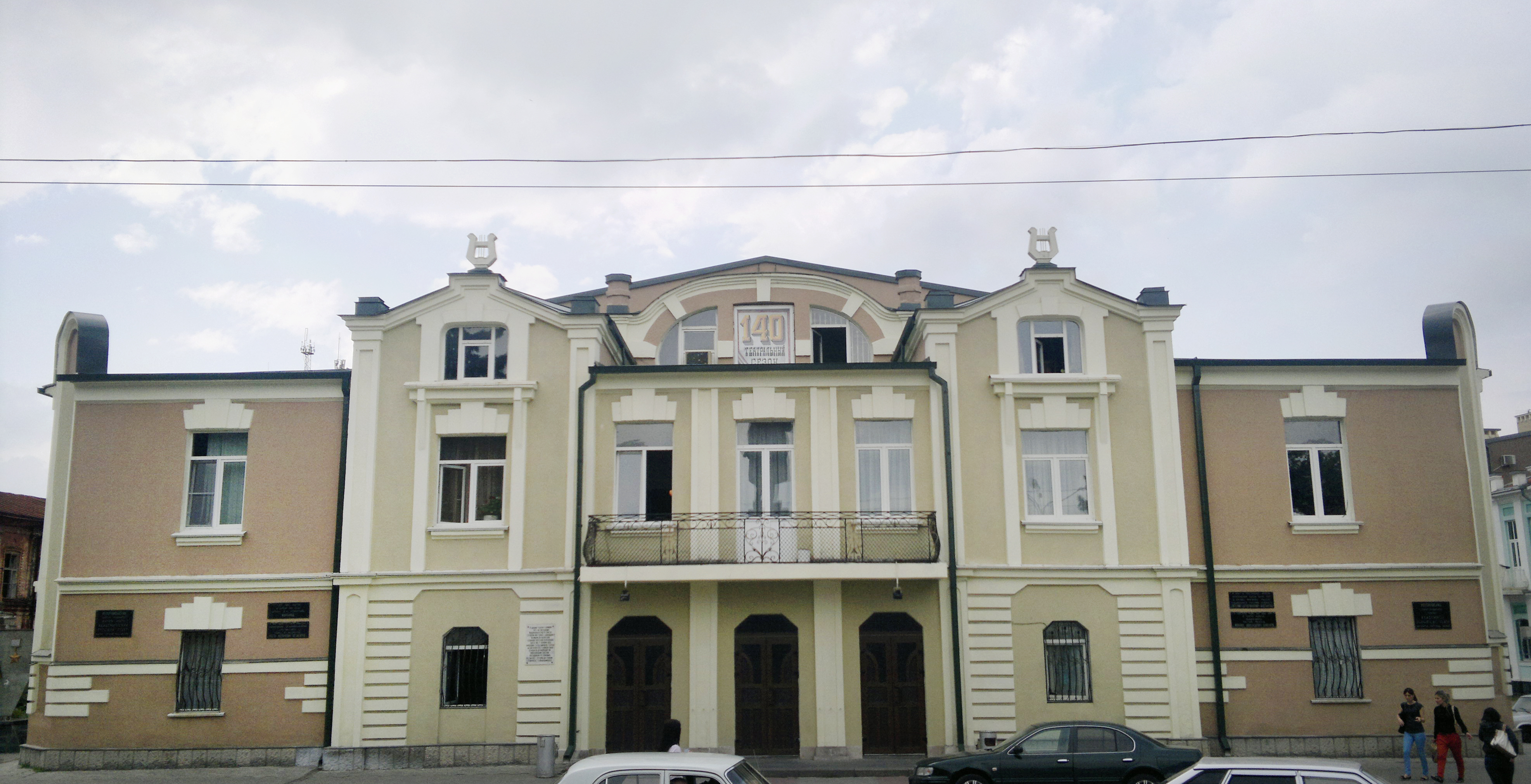
Академический русский театр имени Е. Вахтангова. Во время нахождения Булгакова во Владикавказе — Первый советский театр

В начале апреля 1920 года Булгаков устроился заведующим литературным отделом (Лито) подотдела искусств Городского отдела народного образования. Так, в объявлении газеты «Коммунист» (ныне — «Северная Осетия») от 9 апреля 1920 года впервые было указано, что он работает «Завед. литератур. секцией». На допросе в 1926 году в ОГПУ писатель заявил: «Мои симпатии были всецело на стороне белых, на отступление которых я смотрел с ужасом и недоумением. В момент прихода Красной Армии я находился во Владикавказе, будучи болен возвратным тифом. По выздоровлении стал работать с Соввластью, заведывая ЛИТО Наробраза». Булгаков решил отказаться от занятия медициной и посвятить себя литературе, боясь, что ему припомнят то, что он служил у белых врачом и печатался в их прессе.
Начальником, заведующим подотделом искусств, был писатель Юрий Слёзкин, ставший известным прозаиком ещё до Октябрьской революции 1917 года. В его романе «Столовая гора» (другое название «Девушка с гор»; 1922) Булгаков был выведен под именем Алексей Васильевич Турбин. В нём указывалось, что в тот период они «строили новый мир»: «Я вертелся весь день как белка в колесе, не примите это за иронию. Утром я заведовал Лито: написал доклад о сети литературных студий и воззвание к ингушам и осетинам о сохранении памятников старины. Во всяком случае, армянский поэт — наш завподискусств — остался доволен <…> Потом <…> в театр, подымаю с одра болящую <…> и становлюсь по очереди — историком литературы, историком театра, „спецом“ по музееведению и археологии, дошлым парнем по части революционных плакатов — мы готовимся к неделе красноармейца». В конце мая 1920 года Булгаков назначается заведующим театральным отделом (Тео) подотдела искусств. Из доклада Наробраза Терского Обревкома от 12 июня 1920 года известно, что к тому времени Слёзкин там уже не числился, а Булгаков всё ещё занимал должность заведующего театральной секцией.
В октябре 1920 года было проведено исследование деятельности подотдела искусств, и его работа была признана неудовлетворительной. На обложке доклада была сделана отметка: «Изгнаны: 1. Гатуев, 2. Слезкин, 3. Булгаков (бел.), 4. Зильберминц». Чудакова предположила, что указание «(бел.)», видимо, означает, что белогвардейское прошлое Булгакова сыграло свою роль, причём в довольно мягкой форме. Другие исследователи под этим сокращением понимают слово «беллетрист». Писатель и публицист Алексей Варламов отметил, что у обеих версий есть свои доводы и возражения. Против первой свидетельствует тот факт, что если бы тогда за Булгаковым признали белогвардейское прошлое, то он бы так просто не отделался, а против второй может быть приведён тот факт, что в то время он был известен прежде всего как драматург, а не беллетрист. Предполагается, что последней каплей стал один из докладов (26 октября 1920 года) Булгакова в защиту Александра Пушкина, против которого неоднократно выступали местные пролеткультовские поэты и левореволюционные активисты. Во Владикавказе в начале 1920-х годов была опубликована статья Булгакова «Театральный Октябрь», где им были высказаны мысли о том, что «Революция» является грандиозным историческим событием и что смена эпох затронула и театр, где резко поменялась публика. По мнению Варламова, в этой статье прослеживается не приспособленчество автора, а эволюция его общественных взглядов, в продолжение темы, затронутой в фельетоне «В кафе», в котором показан срез общества, предавшего Белое движение.
Ввиду организации в г. Владикавказе «Недели просвещения», имеющей целью главным образом ликвидацию неграмотности, разрешается комиссии по проведению «Недели просвещения» произвести в течение 7—14 марта среди населения г. Владикавказа добровольный сбор письменных принадлежностей и учебников для школ грамоты.
 
Сбор будет осуществлён через межведомственную комиссию политотдела Терских войск, Терского областного политпросвета и Совпрофа, которые создают особую тройку.
С целью популяризаций идей просвещения, привлечения в образовательные и культурные заведения красноармейцев и местных жителей в подразделениях армии на Кавказе в начале 1920-х годов были организованы «Дни», «Недели», «Месячники» просвещения. Подобные мероприятия были вызваны низким образовательным уровнем населения. Так, согласно Всероссийской переписи населения 1920 года лишь 41,7 % населения (от восьми лет и выше) владели грамотой, а в начальную школу ходили 49,3 % детей. Кроме того, советская власть стремилась вовлечь в управление страны городской и сельский пролетариат, превратив их в правящий класс. Для этого принимались меры повышения образования среди верной опоры правящего режима. О проведении в марте «просветительной кампании» во владикавказской газете «Коммунист» 26 февраля 1921 года объявлялось: «В скором времени среди частей и гарнизона г. Владикавказа начнёт проводиться „Неделя просвещения“». Это мероприятие, ставшее сюжетной основой фельетона, имело место 14—20 марта 1921 года, причём Булгаков прочёл лекцию перед военнослужащими, после чего два вечера подряд в «Первом советском театре» показывалась его пьеса «Парижские коммунары». Вопросы народного просвещения неоднократно затрагивались в творчестве Булгакова. Среди фельетонов, связанных с этой темой, можно назвать: «Электрическая лекция», «Как школа провалилась в преисподнюю», «Они хочуть свою образованность показать», «Банан и Сидараф», «Главполитбогуслужение», «Сильнодействующее средство», «Просвещение с кровопролитием» и другие. Кроме того, в 1923 году в журнале «Голос работника просвещения» было опубликовано несколько произведений писателя.
В автобиографическом рассказе «Богема» (1925) главный герой, жалуясь на своё бедственное положение, говорил, что за «насмешки» при советской власти его могли посадить, и ему больше нечего делать: «В подотделе искусств денег нет и жалованья платить не будут. Вступительные слова перед пьесами кончились. Фельетон в местной владикавказской газете я напечатал и получил за него 1200 рублей и обещание, что меня посадят в особый отдел, если я напечатаю ещё что-нибудь похожее на этот первый фельетон». Предполагается, что такая угроза, в связи с сатирой на методы «насильственного» просвещения, исходила от редактора журнала «пролетарского поэта» Георгия Астахова, с предубеждением относившегося к писателю и ранее критиковавшего доклады Булгакова в защиту Пушкина.

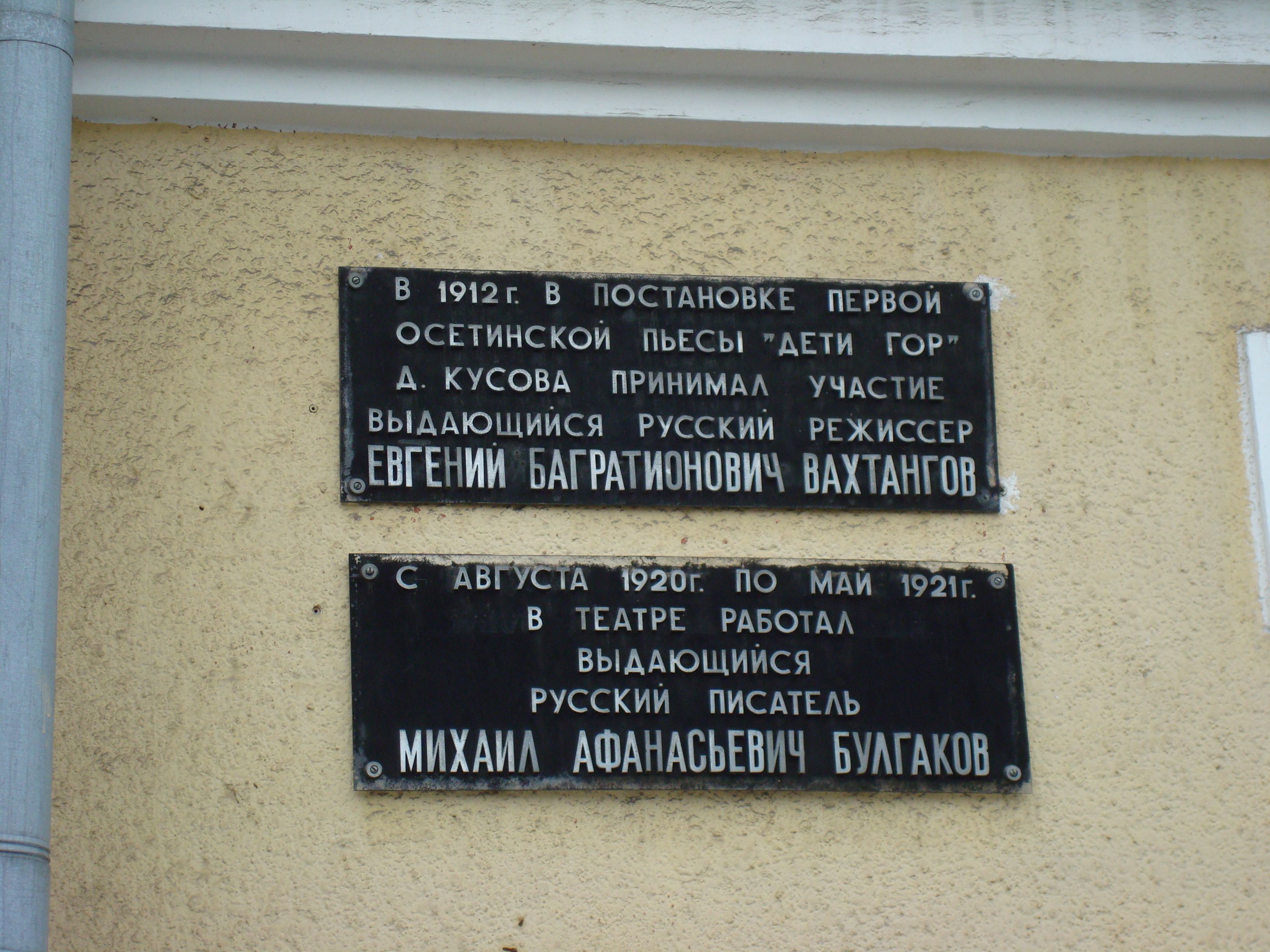
Мемориальная доска Михаилу Булгакову и Евгению Вахтангову на фасаде академического русского театра имени Е. Вахтангова

В первой части автобиографической повести «Записки на манжетах» (1922—1923) также описывается владикавказский период жизни Булгакова. После триумфа его пятой кавказской пьесы «Сыновья муллы» и угрозы ареста он принимает решение эмигрировать: «…Бежать! Бежать! На 100 тысяч можно выехать отсюда. Вперёд. К морю. Через море и море, и Францию — сушу — в Париж!» Комментируя просветительскую программу «насильственного скармливания культуры», Эллендея Проффер, американская писательница, издатель и переводчик русской литературы на английский язык, отмечала, что Булгаков на основе некоторых комичных элементов создал «газетный фельетон о красноармейцах, с неохотой посещающих оперу», и это принесло ему «большие неприятности, так как местные власти усмотрели в ней клевету на армию». Такие события, по мнению исследовательницы, стали для писателя последней каплей, и он стал искать пути уехать из страны. Ещё одной версией отъезда называют ужесточение репрессивного режима в городе, где 14 мая было объявлено военное положение, и Булгакову могли вменить участие в Добровольческой армии, а также в настоящем или вымышленном заговоре. В рассказе «Богема» имеется ещё одно упоминание о «Неделе просвещения». В сцене перед допросом в особом отделе по случаю отъезда в Тифлис рассказчик вспоминает о своих «преступлениях»: 1) в 1907 году, получив 1 руб. 50 коп. на покупку физики Краевича, истратил их на кинематограф; 2) в 1913 году женился, вопреки воле матери; 3) в 1921 году написал этот знаменитый фельетон. Кроме того, рассказчик говорит, упрашивая, чтобы его довезли в Тифлис на поезде: «Фельетон — это моя специальность». Не найдя достойной работы ни в столице Грузии (где Булгаков получил отказ в постановке пьесы), ни в Батуме, а также не сумев переправиться за границу, Булгаковы расстались на некоторое время и в конце сентября 1921 года воссоединились в Москве.

### Публикации
Фельетон был опубликован 1 апреля 1921 года во владикавказском журнале «Коммунист». О негативном отношении Булгакова к своему рассказу известно из его письма к младшей сестре Вере Афанасьевне из Владикавказа в Киев от 26 апреля 1921 года: «…посылаю тебе мой последний фельетон „Неделя просвещения“, вещь совершенно ерундовую, да и притом узко местную (имена актёров). Хотелось бы послать что-нибудь иное, но не выходит никак…» В июле 1974 года появился в московском литературно-художественном иллюстрированном журнале «Юность» № 7 (230) с сопроводительной статьёй литературоведа Лидии Яновской «Михаил Булгаков — фельетонист». После этого рассказ включался в различные сборники, антологии и собрания сочинений писателя.

## Художественные особенности

### Автобиографические мотивы
Литературовед Виктор Петелин поставил рассказ «Неделя просвещения» в один ряд с такими произведениями малой формы Булгакова, как «Необыкновенные приключения доктора», «В ночь на 3-е число», «Красная корона». Основанием для этого послужило то, что они насыщены биографическими воспоминаниями автора. «Неделя просвещения» считается первым и единственным фельетоном Булгакова, опубликованным на Северном Кавказе после поражения там Белого движения в 1920 году, а также первым его прозаическим произведением, которое осталось в первоначальной форме. В основанном на биографических фактах рассказе «Богема» писатель говорит о «Неделе просвещения» как о своём первом фельетоне. По оценке литературоведа Всеволода Сахарова, по своей поэтике фельетон близок к рассказу Булгакова «Китайская история», в котором на фоне битвы красноармейского Железного полка с белыми представлен обобщённый образ реалий Гражданской войны. В рассказе прослеживается скрытый автобиографизм, хотя в упомянутом сражении автор не участвовал, а также произведение отмечено смешением комедии и трагедии. Этот рассказ, по мнению, Сахарова, позволяет лучше понять первый советский фельетон писателя: «И это уже художественный образ, а не эпизод из автобиографии». Оба этих ранних произведения свидетельствуют о формировании позиции Булгакова в отношении последствий Гражданской войны и прихода к власти большевиков, что нашло дальнейшее развитие в его последующем творчестве. В послесловии к документальной повести «Михаил Булгаков на берегах Терека» (1980) литературовед Девлет Гиреев отмечал автобиографический характер творчества классика, что в полной мере характерно и для его владикавказского периода. В своей книге Гиреев, помимо других материалов, активно использовал тексты из «Записок на манжетах», рассказов «Необыкновенные приключения доктора» (1922) и «Богема», фельетона «Неделя просвещения», в основу которых положены кавказские впечатления. Они характеризуются следующими особенностями: рассказ от первого лица, датировка, реальные названия мест, имён персонажей и деталей быта. «Стремление автора к самовыражению, рассказу о том, что пережито и выстрадано, во многом предопределяет не только сам отбор жизненного материала и строение сюжета (документально-хронологическое, дневниковое), но и приёмы лепки образа повествователя», — писал литературовед. Также он отметил следующую черту, присущую творчеству Михаила Афанасьевича: частное и пережитое на страницах его произведений принимало форму «широкого художественного обобщения», что достигалось творческим отбором из пережитого. Такой подход предоставлял возможность «вскрыть глубинные пласты духовного мира людей определённой социальной среды в эпоху коренной ломки старого уклада России». Творческий метод автора, основанный на принципах суровой правды и искренности, проявлялся в индивидуальном характере отображения происходящего: «с лёгкой улыбкой, без самолюбования и приукрашивания, с беспощадным отношением к самому себе, к своим поступкам».
Петелин, несмотря на негативную оценку рассказа со стороны автора, назвал его вполне читабельным, отнеся к недостаткам его цель: «агитационно-пропагандистских сочинений было много в первые годы советской власти: нужно было вот таким способом внушать необходимость учиться и учиться». Несмотря на декларируемое стремление к образованию народа, большевики стали применять способ, являющийся чудовищным. Возможно, на момент создания автор ещё не пришёл к одному из своих главных выводов о том, что после революции «человек не свободен в своём выборе». Литературовед подчёркивал, что эта идея выразится во всём дальнейшем творчестве Булгакова, в частности, в повестях «Дьяволиада» (1924), «Собачье сердце» (1925; первая публикация 1987 год), «Роковые яйца» (1925), а главное — в романе «Мастер и Маргарита» (1928—1940; первая публикация 1966—1967). Трунин пришёл к выводу, что рассказ свидетельствует о выработке писателем особой манеры отображения советской действительности, не такой резкой, как это имело место в его фельетонах до прихода большевиков к власти на Кавказе. «Наконец-то он понял, как надо воздействовать на читателя, не прибегая к прямому обличению. Нужно самому ощутить принадлежность к угнетаемым, дабы изнутри показывать тяжёлое положение нового режима. И нет ничего лучше, чем представить обыкновенного человека со свойственными ему желаниями. „Неделя просвещения“ стала уроком и для Михаила. Как безграмотному проще сделаться грамотным, получая таким образом доступ в цирк, так и Булгакову проще смириться с происходящим, становясь благодаря этому достойным нового общества членом», — объяснял свой вывод Трунин. 
Точки зрения, что в период нахождения на Кавказе писатель сформировал способ вести диалог с властью, придерживался и кандидат философских наук Валерий Меринов. В статье «Подтекст фельетона М. А. Булгакова „Неделя просвещения“» он отмечал, что в целом основой «творческой линии Мастера стали талант и человеческая совестливость, не терпящие фальши и лжи», а первым произведением, где Булгаков начинает вести «опасную игру с властью», стал выглядящий вполне благонадёжно фельетон «Неделя просвещения». В нём ярко проявилось отсутствие культуры у представителей простонародья, заявляющих претензии «на мировую социальную и культурную гегемонию». Это проявляется в словах рассказчика, которые насыщены надменностью и классовым превосходством, а в качестве «атрибута новой власти» писатель сатирически выводит, на первый взгляд, несущественную деталь — «семечки». Для русской интеллигенции семечки выступали раздражителем, символом бескультурья, советской власти. Так, в книге «Окаянные дни» (1926) Ивана Бунина в записи от 22 апреля 1918 года указывалось: «Город чувствует себя завоёванным, и завоёванным как будто каким-то особым народом, который кажется гораздо более страшным, чем, я думаю, казались нашим предкам печенеги. А завоеватель шатается, торгует с лотков, плюёт семечками, „кроет матом“». Этот символ вершителей судеб страны упоминается и в раздумьях писателя через два дня: «Перед отъездом был я в Петропавловском соборе. Всё было настежь — и крепостные ворота и соборные двери. И всюду бродил праздный народ, посматривая и поплёвывая семечками». На обвинения прессы в адрес «демократии» вынужден был вмешаться Максим Горький, который в ноябре 1917 года писал: «Никто не станет отрицать, что лень, семечки, социальная тупость народа и всё прочее, в чём упрекали его, — горькая правда, но — следовало „то же бы слово, да не так бы молвить“. И следует помнить, что вообще народ не может быть лучше того, каков он есть, ибо о том, чтобы он был лучше — заботились мало». Вера Химич, литературовед и видный булгаковед, указывала на то, что «семечки», как и вездесущая советская «селёдка» (символ «всеобщей понижающей подмены подлинности вещей торжеством второсортности»), были постоянным раздражителем для писателя. В этой связи она отметила авторскую ремарку в фельетоне «Столица в блокноте» (1923), где рассказчик заявляет, что он «не понимает великого значения этого чисто национального продукта», и для него «Рай» наступит только в том случае, если семечки исчезнут из Москвы. Меринов настаивал на том, что суть критики не в привычке щёлкать семечки, а в выборе места их употребления, буквально «наплевательском» отношении к центрам культуры прошлого, в том числе священным. «Новый человек» после революционных изменений не повысил свой культурный и образовательный уровень, при этом обзавёлся хамскими чертами «завоевателя».

### Музыкальные и театральные мотивы

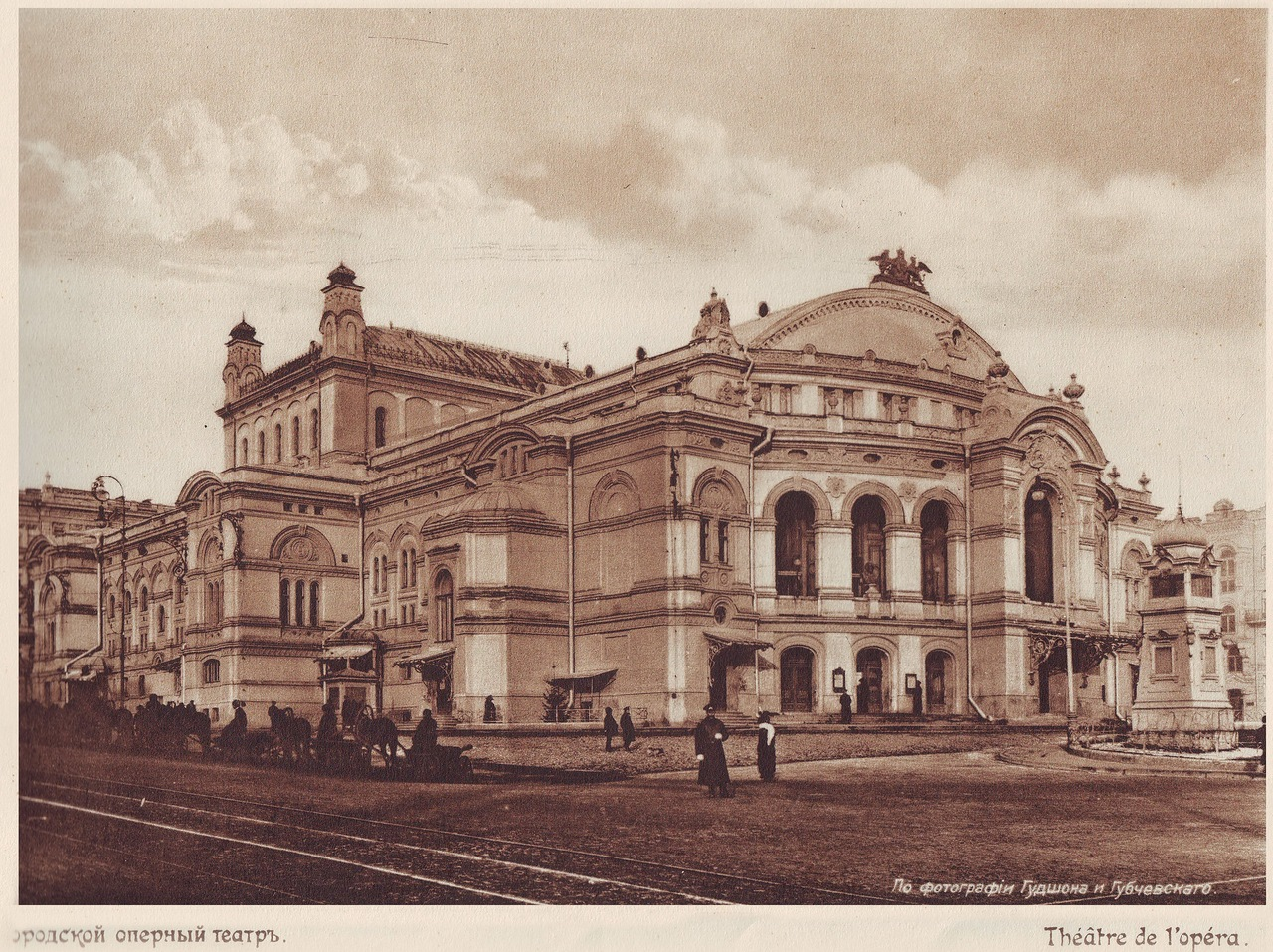
Киевский городской оперный театр, 1911

В семье Булгаковых был культ литературы, музыки, театра, поэтому Михаил с ранних лет был приобщён к миру музыки, особенно он любил оперу. В 1926 году, отвечая на вопросы своего близкого друга и первого биографа Павла Попова, он подчёркивал, что слушать музыку является для него «потребностью»: «Можно сказать, что музыку, хорошую, я обожаю». Сахаров подчёркивал, что творчество Булгакова «пронизано» музыкой, что свидетельствует о понимании и любви к этому виду искусства. Литературовед отмечал, что писатель в своих произведениях словно дирижировал «странной симфонией», и даже более того — он автор «многотомной партитуры». Во владикавказском фельетоне идёт речь об одной из самых любимых опер Михаила Афанасьевича — «Травиате» Джузеппе Верди, чью увертюру он охотно играл на фортепиано. «Неделя просвещения» со своими музыкальными образами, по утверждению Сахарова, стала первым опытом автора в выстраивании музыкального мира его творчества, началом «странной симфонии», достигшей своего логического возвышения и окончания в романе «Мастер и Маргарита». Под упоминаемой в рассказе второй рапсодией комментаторы склонны усматривать отсылку к Венгерской рапсодии № 2 венгерского композитора Ференца Листа, которую писатель любил и играл на фортепиано. Яновская в качестве подтверждения автобиографизма рассказа привела факты из биографии тромбониста Бориса Ломбарда (1878—1960), которого среди оркестрантов с радостью узнают красноармейцы Сидоров и Пантелеев. После публикации рассказа в 1974 году в журнале «Юность» в редакцию из Киева пришло письмо от его сына. Яновская провела исследование и выяснила, что Ломбард родился в Харькове, а в 1915 году переехал в Киев, где стал тромбонистом Киевского оперного театра, завсегдатаем которого был Булгаков. Только в гимназические и студенческие годы он побывал на представлении «Фауста» Шарля Гуно не менее пятидесяти раз. Ломбард завоевал в Киеве славу выдающегося музыканта, пережив, как и Булгаков, годы лихолетья и переворотов, а в сентябре 1919 года они оба покидают город и оказываются на Северном Кавказе, где музыкант в 1920 году начинает работать в советском Владикавказе в военных и симфонических оркестрах, оперном театре. Яновская предположила, что слова Сидорова «Оказия, прости Господи, куда я, туда и он с своим тромбоном!» являются ироническим указанием автора на их общие судьбы, когда они неожиданно встретились в таком далёком от Киева месте. Сын Бориса Ломбарда вспоминал, что отец очень гордился, что он был выведен в рассказе под своим именем, и с удовольствием рассказывал о знакомстве с писателем.
По мнению кандидата искусствоведения Елены Сариевой, вероятным источником сюжета послужил устный рассказ «Травиата. Рассказ купца» прозаика и актёра Ивана Горбунова, мастера устного жанра. Артист прославился исполнением среди друзей, на литературных вечерах, благотворительных мероприятиях, в антрактах императорских театров «импровизационных» номеров «в лицах». Театровед, теоретик и историк эстрадного и циркового искусства Евгений Кузнецов характеризовал Горбунова как «актёра-рассказчика-мимиста». В этом монологе описываются впечатления купца и его приказчика Ивана Фёдорова после посещения оперы Верди в исполнении итальянской труппы. Не владея языком оригинала, герои рассказа комментируют происходящее в «каменном» театре на основе своего уровня культуры и сдабривают комментарий колоритными выражениями своей среды, что и создаёт комический эффект. Так, в антракте «они вышли в калидор, пожевали яблочка, потому жарко оченно, разморило», и начинают обсуждать сюжет. Фёдоров объясняет, что «парнишка» [Альфред Жермон] пришёл к главной героине [Виолетта Валери] «в своём невежестве прощенья просить: „Я, говорит, ни в чём не причинен, всё дело тятенька [Жорж Жермон] напутал“». В ответ она говорит: «— Хоша вы, говорит, меня при всей публике острамили, но, при всём том, я вас оченно люблю! Вот вам мой патрет на память, а я, между прочим, помереть должна…» Заканчивается рассказ словами Фёдора, описывающего финал оперы: «Попела ещё с полчасика да богу душу и отдала». Кроме невежественных, колоритных комментариев героев фельетона Булгакова и Горбунова связывает то, что они отождествляют персонажей оперы и артистов спектакля, а также то, что, несмотря на бескультурье, они в целом правильно ухватили суть сюжета. Сариева также предположила, что Булгаков вслед за Горбуновым мог исполнять свой рассказ во Владикавказе со сцены в виде монолога.
Театральный критик, историк театра Анатолий Смелянский в своей монографии «Михаил Булгаков в Художественном театре» (1986), характеризуя ранние фельетоны писателя, сделал вывод о том, что они имеют очевидный «театральный срез», где «бытовое действие» чаще всего развивается в театрализованном пространстве. Вслед за Николаем Гоголем, по наблюдению критика, действительность «театрализуется», что происходит под воздействием «волшебного фонаря» сцены, разделяющего автора и его многочисленных персонажей, пропущенных через этот аппарат. При перечислении фельетонов писателя критик не привёл в качестве примера такого наблюдения «Недели просвещения». Однако Сариева указала на то, что слова о преобразовании происходящего под воздействием театра в полной мере применимы и к этому раннему рассказу мастера.
Доктор филологических наук Борис Соколов находил некоторые черты, сближающие героя фельетона с Шариковым из повести «Собачье сердце». Оба они неграмотны и любят цирк, но последний, в отличие от героя «Недели просвещения», всё-таки попал в любимое заведение на выступления со слонами. Литературовед Константин Трунин также акцентировал внимание на неграмотности персонажей фельетона, которые предпочитали ходить в «увеселительные учреждения, вроде цирка», а не в театр. Однако руководство директивными методами заставляло красноармейцев ходить в учреждения культуры: «Наперекор желаниям шло начальство, проявляя заботу о нравах населения. Ведь допусти солдат в цирк, то цирк выльется на улицы. А отправь солдат в театр, тогда улицы наполнятся возвышенными чувствами. Посему начальство и решило — настало время просвещать население, хотя бы на одну неделю».

### Военная стилистика

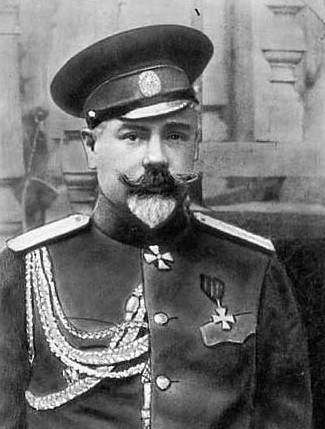
Генерал-лейтенант Антон Деникин в 1917 году

Взаимоотношения между старым и новым мирами накалены до предела, а театр выступает последним оплотом дореволюционных порядков. Посещение оперы красноармейцами показано так, словно они осуществляют вылазку во враждебный лагерь, причём, по наблюдению Меринова, происходящее образно обыгрывается посредством военной лексики. Это прослеживается уже в самом начале рассказа: «Сидоров! А я ему: Я! … я тебя сегодня вечером отправлю в „Травиату“ … А мы … нацелились в цирк пойти». Перед походом на «территорию противника» рассказчик испытывает панику, в связи с чем военком его отчитывает: «Дурак! Чего испугался?» На «подступах» и в самом театре находится много «Сидоровых», посетители разделены на «грамотных» и «неграмотных», причём в привилегированном положении оказываются именно последние («потому пускаем только неграмотных…»), а люди, действительно интересующиеся оперой, получают на кассе отказ. «Неграмотные» толпами лезут на «штурм» театра. Красноармейцы заполняют вестибюль, образуя «столпотворение вавилонское», и партер. Последним укреплением выступает сцена, где царит «одним словом, старый режим». Она недосягаема, обособлена от противника рвом — оркестровой ямой. При описании обстановки перед спектаклем Булгаков останавливается на порицании «игры, пьянства, безответственности белогвардейского тыла» — мотивов, к которым он позже неоднократно возвращался. В частности, в рассказе это выражено в следующей характеристике: «Которые в пиджаках кавалеры, а которые дамы в платьях танцуют, поют. Ну, конечно, и выпивка тут же, и в девятку то же самое». Однако в мире морального упадка сохранился островок с упорядоченной организацией — оркестр и дирижёр, отделённые от «тыловой части». По образному выражению Меринова, это «передовая линия фронта», где обороной руководит размахивающий прутом самый грамотный и серьёзный человек — дирижёр. Он демонстративно стоит «задом» к «наступающим». Его внешний облик — «Усы, бородка с проседью, из себя строгий такой» — напоминает черты одного из ведущих руководителей Белого движения в годы Гражданской войны, его лидера на Юге России (1918—1920) генерал-лейтенанта Антона Деникина. Многие звуки, исходящие от оркестра, имеют военные черты (дробь барабанов, гром (грохот артиллерийских орудий), а также звук наподобие выстрела пушки: «А потом как рявкнет с правой стороны…» В конечном итоге в рассказе противники удерживают статус-кво: «А дирижёр книгу закрыл, пенсне снял и ушёл. И все разошлись. Только и всего». По предположению Меринова, в таком описании, возможно, содержится надежда Булгакова на возвращение белых. Однако этого не произошло: «впереди были только кровь, страдания», а также «полная трагического величия судьба Мастера».